# Android-x86

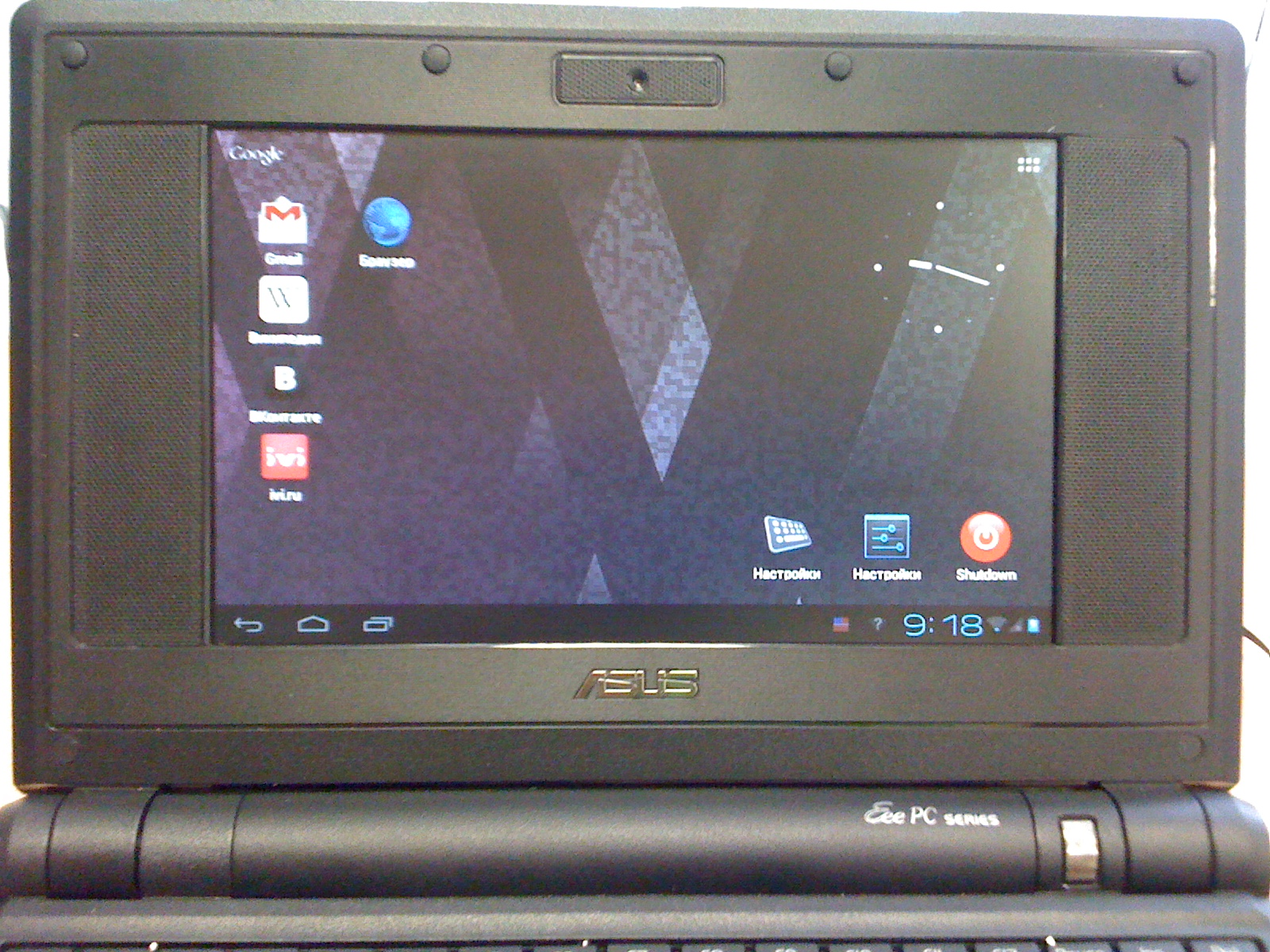
Android x86 на EeePC 701 4G

Android-x86 — неофициальный порт мобильной операционной системы Android для запуска или установки на компьютерах, ноутбуках и нетбуках с архитектурой процессора x86 и 64-битного расширения x86-64.
Проект создался в виде серии патчей к исходному коду операционной системы Android для возможности запускать её на нетбуках, планшетах и других устройствах.
Чжи-Вэй Хуан и Ли Сун создали проект в 2009 году, позже Ли Сун из него вышел, в настоящее время Чжи-Вэй Хуан является единственным руководителем проекта.
Поддерживает большое количество программ для Android.

## Особенности
Операционная система основана на Android Open Source Project (AOSP) с некоторыми модификациями и улучшениями. Некоторые компоненты разработаны в проекте для запуска на x86-архитектуре. Например, некоторые низкоуровневые компоненты заменены для лучшей поддержки архитектуры, к примеру, ядро, и HAL. Операционная система поддерживает аппаратное ускорение OpenGL ES, если поддерживаемые чипсеты GPU обнаружены, например, Intel GMA, AMD Radeon, и Nvidia (появилась поддержка Nouveau в версии 4.4-r3). При отсутствии поддерживаемых GPU система может работать с использованием программного рендеринга.
Загрузчиком Android-X86 является Grub версии 2.
Как обычный дистрибутив Linux, проект выпускает готовые ISO-образы, которые можно запускать в режиме Live или устанавливать на жёсткий диск целевого устройства. Начиная с 4.4-r2 Android-x86 также выпускает образы efi_img, которые могут быть использованы для создания Live USB, который можно загружать с устройств UEFI.
Следующие компоненты были разработаны с нуля или созданы на базе других проектов с открытым исходным кодом:
- Ядро.
- Установщик.
- Drm_gralloc и Mesa.
- Аудио.
- Камера.
- GPS.
- Управление дисплеем.
- Радиоинтерфейс.
- Сенсор.

## Android-IA
Соответствующий проект, Android-IA, был создан Intel, который будет работать на более новых UEFI-устройствах. Проект Android-IA утверждает, что он намерен поддерживать Android с инновациями в архитектуре Intel в дополнение к созданию проекта для совместной работы. Android-IA повторно использовал графический HAL-модуль drm_gralloc от Android-x86, чтобы поддерживать аппаратное обеспечение Intel HD Graphics. Проект Android-IA предоставляет быстрые ответы на вопросы с более подробной информацией.

## Сотрудничество с проектом Remix OS
В начале 2016 года на официальном сайте проекта было объявлено о начале сотрудничества с Jide Technology, разработчиками Remix OS. Партнерство между этими двумя проектами вызвано тем, что их общей задачей является портирование операционной системы Android на x86-платформу.

Проект Android-x86 продолжит оставаться независимым проектом с открытым исходным кодом. Мы будем тесно сотрудничать с Jide Technology для разработки Android для платформы x86, поэтому разработка будет происходить совместно. Jide также будет помогать сообществу x86.
Оригинальный текст (англ.)The Android-x86 Project will continue to be an independent open source project. We will work closely with Jide Technology to push forward Android running on x86 PCs so that the experience and the technology advances together. Jide will also contribute to the x86 community.